# 丰桥创造大学短期大学部
丰桥创造大学短期大学部（日语：／ Toyohashi　Sōｚō Daigaku Tanki Daigakubu *），简称丰短，是一所位于日本爱知县丰桥市的私立短期大学。前身是丰桥短期大学（日语：／ Toyohashi Tanki Daigaku *）。

## 概要

### 简介
- 短期大学为于1983年开办[1]、由学校法人藤之花学园经营。开始招収男学生从1991年到1995年、再次从2000年[1]。「地区」「职业教育」「人类教育」为教育理念[2]。

### 历史
- 1983年 丰桥短期大学成立并同时设置两个学科、以下列举。
  - 幼儿教育科
  - 秘书科
- 1991年 经营信息科成立。
- 1996年 改校名为丰桥创造大学短期大学部。
- 1998年 秘书科改组为实际业务教育科。
- 2000年 开始招收男学生于幼儿教育科。
- 2002年 福利专攻成立于专科。
- 2005年 实际业务教育科改组为阅历计划学科[注 1][3]、开始招收男学生。
- 2014年 医疗信息专攻成立于专科。

### 宪章
- 请参看丰桥创造大学短期大学部的标志 （页面存档备份，存于） （日語） 2015年1月9日阅览。

## 学校环境
- 校区：在爱知县丰桥市

## 历任校长
- 榊原康男：第一代短期大学校长[4]
- 伊藤晴康：现在短期大学校长[2]。

## 组织

### 学科
- 幼儿教育科
- 阅历计划学科[注 1]

### 前学科
| - 经营信息科 |

### 专科
| - 福利专攻 - 医疗信息专攻 |

### 业余课程
| - 没有 |

## 相关链接
- 日本短期大学列表